# 68e régiment blindé (États-Unis)
Pour les articles homonymes, voir 68e régiment.

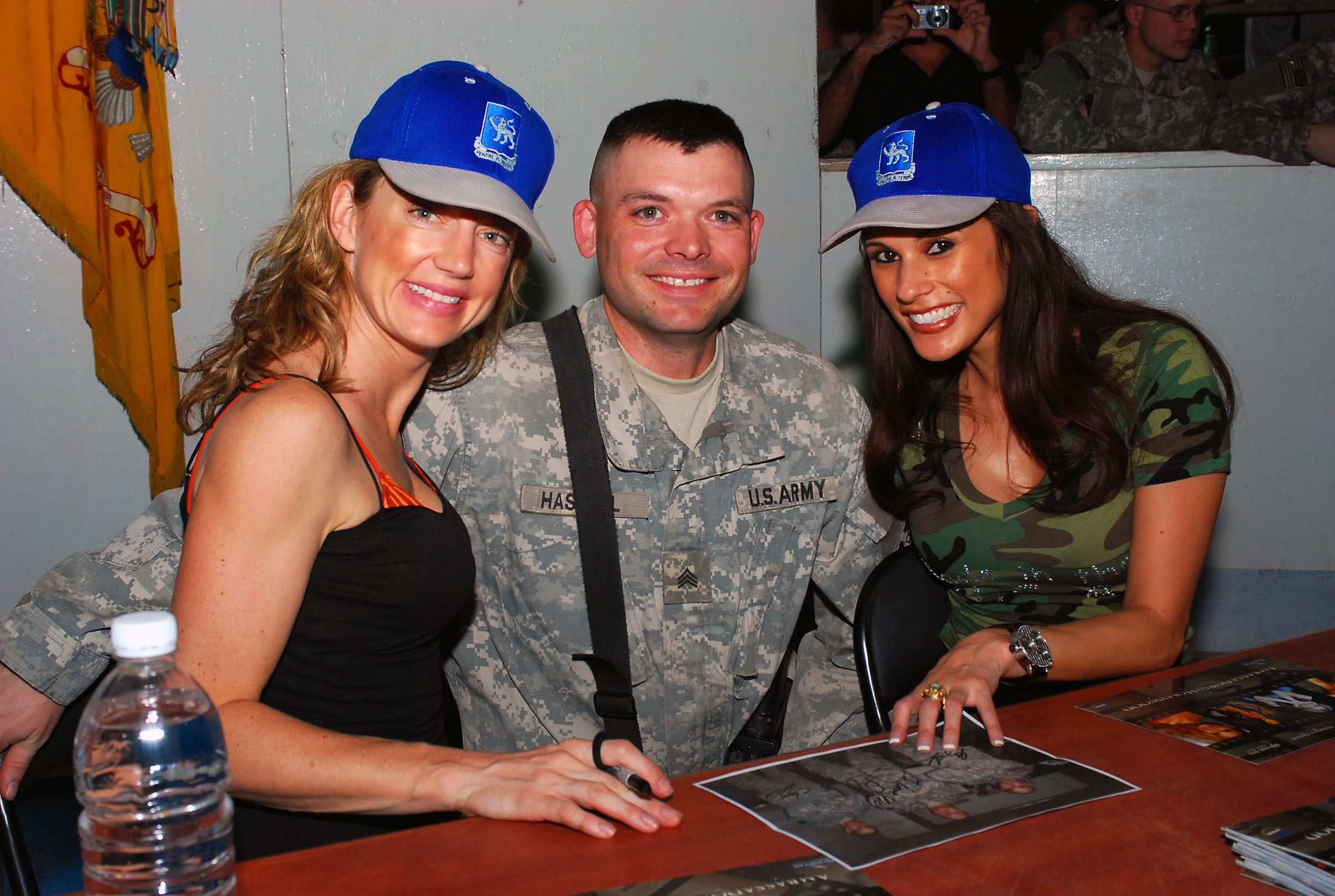
Soldats du 68e régiment blindé en situation de repos.

Le 68e régiment blindé est un régiment américain de l'United States Army basée à Fort Carson.